# Louis de Beaupoil de Sainte-Aulaire
Louis-Clair de Beaupoil de Sainte-Aulaire (9. dubna 1778 Baguer-Pican – 13. listopadu 1854 Paříž) byl francouzský politik.
Po studiu na École des ponts et chaussées a École polytechnique byl komorníkem Napoleona, poté prefektem v departmentu Meuse (1813) a v Haute-Garonne roku 1814.
Roku 1815 byl zvolen poslancem za departement Gard (opětovně zvolen v letech 1818, 1822 a 1827). Působil jako velvyslanec v Římě, Vídni (prosinec 1832 – září 1841) a v Londýně roku 1841.
Členem Francouzské akademie byl zvolen roku 1841.

## Dílo
- Histoire de la Fronde  (1827)
- Considération sur la Démocratie  (1850)
- Les derniers Valois, les Guises et Henri IV  (1854)
- překlad Goethova Fausta (1823)

## Fotogalerie

Znak rodu Beaupoil de Saint-Aulaire